# Juan Pablo Chacón
Juan Pablo Chacón fue un político peruano. 
Fue elegido diputado suplente por la provincia de Paruro en 1913 hasta 1918 durante los gobiernos de Guillermo Billinghurst, Oscar R. Benavides y José Pardo y Barreda.